# Dianne Kootstra
Dianne Kootstra (15 september 1978) is een Nederlands langebaanschaatsster. 
In 2001 werd Kootstra Nederlands kampioen supersprint.

## Records

### Persoonlijke records[2]
| Afstand    | Tijd    | Datum            | Baan           |
| ---------- | ------- | ---------------- | -------------- |
| 500 meter  | 39,07   | 1 december 2001  | Salt Lake City |
| 1000 meter | 1.20,89 | 22 december 2001 | Heerenveen     |
| 1500 meter | 2.09,76 | 14 november 1998 | Groningen      |
| 3000 meter | 4.45,86 | 13 december 1998 | Heerenveen     |